# Carangoides chrysophrys
Carangoides chrysophrys es una especie de peces de la familia Carangidae en el orden de los Perciformes.

## Morfología
• Los machos pueden llegar alcanzar los 72 cm de longitud totaly los 4350 g de peso.

## Distribución geográfica
Se encuentra desde las  costas del África Oriental hasta Fiyi, las Islas Ryukyu y Nueva Zelanda.